# Sony Music Entertainment Japan
Sony Music Entertainment (Japan) Inc. (Eigenschrift: SonyMusic oder SMEJ; jap. 株式会社ソニー・ミュージックエンタテインメント, Kabushiki kaisha Sonī Myūjikku Entateinmento) ist eine japanische Plattenfirma. Als 100%iges Tochterunternehmen von Sony ist es damit unabhängig von der US-amerikanischen Plattenfirma Sony Music Entertainment.
Bis 2007 hatte SMEJ auch ihre eigene Untermarke in Nordamerika, welche Tofu Records hieß. Heute werden Produkte von SMEJ in Nordamerika über Columbia Records oder Epic Records angeboten.

## Geschichte

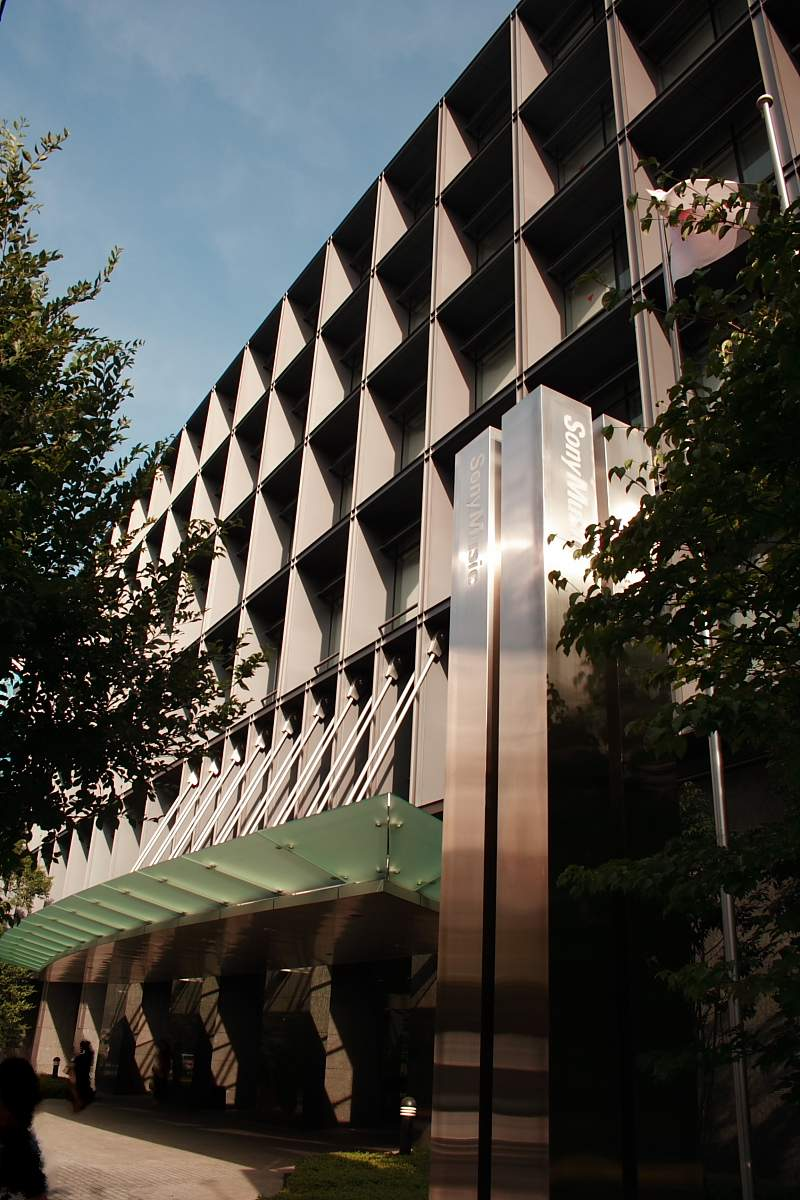
Das Sony Music Entertainment Japan-Hauptquartier in Rokubanchō, Chiyoda, im Juni 2001

Sony Music Entertainment Japan wurde im März 1968 als CBS / Sony Records als Joint Venture zwischen der Sony Corporation zur einen Hälfte und dem US-amerikanischen Medienkonzern CBS zur anderen Hälfte gegründet um die Musik von letzterem in Japan zu vermarkten. Präsident war Sonys Mitbegründer Akio Morita.
Norio Ōga war ein Teil des Managements für die Ausbildungen der Firma und als Präsident und vertretender Direktor seit April 1970. Im Jahre 1972, als CBS / Sony robuste Gewinne gewinnen konnten, wurde Ōga als Vorsitzender betitelt und gleichzeitig gewann er weitere Verantwortungen und Einfluss in Sony. 1980 gelang es Toshio Ozawa, die Arbeiten von Ōga zu übertreffen und er wurde Präsident.
Anschließend im Jahre 1983, nannte man die Firma in CBS / Sony Group um.

### Sony übernimmt CBS Records

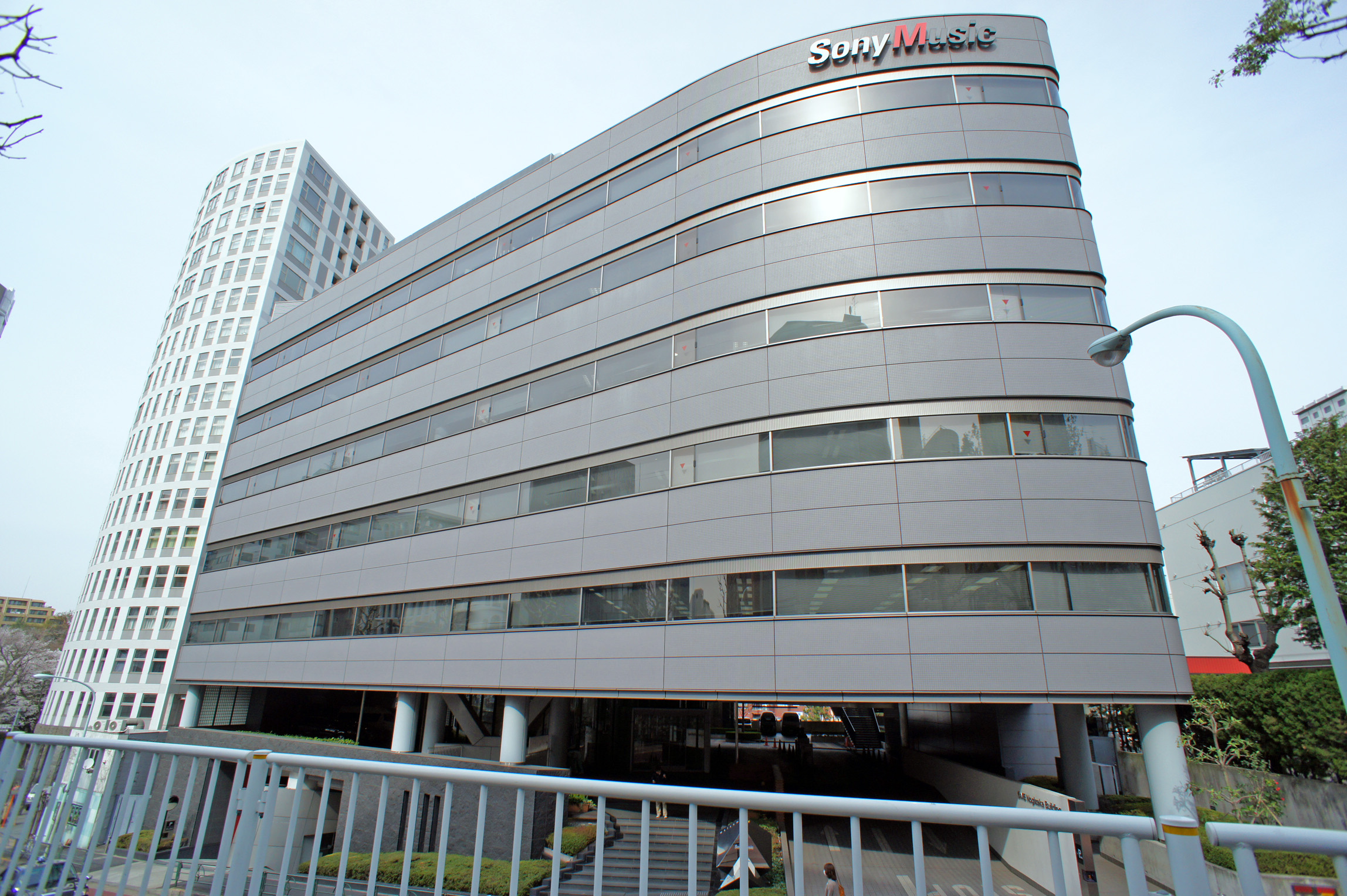
Das SME Nogizaka Building in Minato

Im Januar 1988, nach mehr als einem Jahr von Verhandlungen, erwarb Sony von CBS Records, die 50 % von CBS / Sony Group, welche noch nicht ganz zustanden. Danach im März 1988 wurde die Firma CBS / Sony Group in vier Tochtergesellschaften gespaltet: CBS / Sony Inc., Epic / Sony Records Inc, CBS / Sony Records Inc. und Sony Video Software International.
Dies führte dazu, dass sich die Firma ein weiteres Mal umbenannte in Sony Music Entertainment (Japan), Inc.
Shugo Matsuo wurde im Januar 1992 als neuer Präsident, als Ersetzung für Toshio Ozawa, bekanntgegeben.
Allgemeine Verkäufe für das Geschäftsjahr, wurden am 31. März 1991 bekanntgegeben und betrugen 83,8 Milliarden Yen, mit einem Vorsteuer-Profit von 9,2 Milliarden Yen.
Im Juni 1996 wurde Ryokichi Kunugi der neue Präsident. Er wurde als Vorsitzender betitelt. Shigeo Maruyama war als neuer CEO ab dem 1. Oktober 1997 eingestellt und diente als Ersatz für Kunugi, dem er den Präsidenten-Titel im Februar 1998 übernahm.
Seit 2007 ist der CEO Naoki Kitagawa. Die Position des rechtlichen Firmenoberhaupts teilt er sich mit dem Vorsitzenden des Board of Directors Masao Morita, einem Sohn von Akio Morita.

### Verschärfter Wettbewerb
Die führende Rolle der Firma, im japanischen Musikmarkt, wird zunehmend, durch Firmen wie Avex, in Frage gestellt (SMEJ bekamen damals, als Anteil, 5 % der Verkäufe von Avex). Der Nettoumsatz, für das Geschäftsjahr vom 31. März 1997, war um 10 % auf 103 Milliarden Yen gesunken, während der Jahresüberschuss um 41 % auf 7,7 Milliarden Yen fiel. Die Marktanteile betrugen zu dieser Zeit weniger als 18 %.
Im August 1997 unterschrieben Dreams Come True, die bis dahin meistverkaufte japanische Band, einen weltweiten Multialbum-Deal mit dem Wettbewerber der US-amerikanischen Plattenfirma Virgin Records America. Dies führte zum Wettbewerb zwischen Avex und Sony Music Entertainment Japan. SMEJ saldierte dennoch im ersten Halbjahr von 2012 22,4 Milliarden Yen und machte somit 14,3 % des Marktes aus, direkt auf dem zweiten Platz, nahe hinter Avex, die 24,95 Milliarden Yen und 15,9 % erreichen konnten.

## Eigenständige Labels und Sub-Labels

### Aktive
- Aniplex
- Antinos Records (gegründet im Jahre 1994 von Shigeo Maruyama)
- Ariola Japan
- BMG Music Japan
- DefStar Records (gegründet im Jahre 1997 als Sub-Label von Warner Music Group, erst 2000 erworben)
- Epic Records Japan
- Ki/oon Music (Fitz Beat, Haunted Records, Ki/oon Records2, Neosite, Siren Song und Trefort) / (gegründet am 1. April 1992 als Ki/oon Sony Records)
- Okeh (gegründet 1994 von Hiroshi Inagaki)
- SACRA MUSIC (gegründet 2017)
- SME Records
- Sony Music Records (Sony Records, Gr8! Records; gegründet im April 2003, Mastersix Foundation, Niagara Records und VVV Records)
- Sony Music Associated Records (Onenation, Tributelink, Terry Dollar Records und Yeah! Yeah! Yeah! Records)
- Sony Music House
- Village Music
- Music Ray’n (Red Cafe)
- Roc Nation Japan (der japanische Musikverlag von Jay-Z)
- Sony Music Distribution (Übersee-Verlag, der Kontakt mit anderen Plattenfirmen aufnimmt)

### Stillgelegte
- Studioseven Recordings (2006–2010)
- Tofu Records (US-amerikanisches Sub-Label, 2003–2007), gegründet von Yaz Noya

## Bekannte Künstler(Auswahl)
- 2PM
- 9nine
- ACO
- AKB48 (2006 bis 2008)
- Aki Toyosaki
- Alice
- An Cafe
- Angela Aki
- Asian Kung-Fu Generation
- Boom Boom Satellites
- The Brilliant Green
- Buckethead
- Chara (1990 bis 2004; seit 2012)
- Chemistry
- Chiaki Kuriyama
- Cool Joke
- Crystal Kay (1999 bis 2011)
- Debbie Gibson
- Denki Groove
- Dir en grey
- Eric Martin
- Flow
- Halcali
- Chitose Hajime
- Haruka Tomatsu
- Hyde
- I Am Ghost
- Ikimono Gakari
- Jasmine
- Juju
- Kalafina
- Kana Hanazawa
- Kana Nishino
- Ken Hirai
- L’Arc-en-Ciel
- Little by Little
- Loick Essien
- Masahiko Kondō
- May J. (2006 bis 2009)
- MBLAQ
- Meisa Kuroki
- Miho Fukuhara
- Mika Nakashima
- Miliyah Katō
- MUCC
- Nami Tamaki
- Nana Kitade
- Nogizaka46
- Nozomi Sasaki
- Orange Range
- Ore ska band
- Polysics
- Porno Graffitti
- Puffy AmiYumi
- Seiko Matsuda
- Shin’ichi Ōsawa
- Stereopony
- Supercell
- Takanori Nishikawa
- The GazettE
- Tomoko Kawase
- Utada Hikaru (seit 2017)
- UVERworld
- ViViD
- Wonder Girls
- X Japan
- Yoshida Brothers
- Younha
- Yui
- Yuna Ito
- Zone